# 多良間機場
多良間機場（日语：／ Tarama kūkō */?）是沖繩縣宮古郡多良間村（多良間島）的機場。根據日本空港整備法被分成第三種機場。

## 歷史
舊機場
- 1971年：
  - 3月 - 多良間緊急降落場啟用，跑道780公尺。。
  - 12 月 12 日－商用飛機開始運作。
- 1974年：多良間緊急降落場改為多良間機場，機場跑道延長至800公尺。被日本空港整備法分成第三種機場。
- 2003年：新多良間機場啟用，機場跑道1500公尺，多良間機場停止使用。
- 2004年：新多良間機場改名為多良間機場。

目前機場
- 2003年10月10日-新多良間機場（跑道長度1,500 m）開始營運。
- 2004年7月8日-名稱變更為多良間機場
- 2006 年 3 月 - 石垣機場線被RAC廢除。
- 2023年2月20日（令和5年）-航空氣象自動化實施（實施時間：24小時）

## 航空管制
| REMOTO | 118.600 |

管制由國土交通省大阪航空局下地島空港事務所航空管制官担當。

## 航空保安無線施設
| 局名   | 種別   | 識別信號 | 周波數  | 運用時間    |
| 多良間 | VORDME | RME      | 110.650 | 8:00～18:00 |

維護任務由國土交通省大阪航空局那覇空港事務所那覇系統統制官担當。

## 航空公司與航點
| 航空公司                        | 目的地     |
| ------------------------------- | ---------- |
| 日本越洋航空 由琉球空中通勤營運 | 宮古、沖繩 |
| 第一航空                        | 波照間     |

## 外部連結
- 多良間機場 （页面存档备份，存于）（日語）
- JAL機場訊息-多良間機場 （页面存档备份，存于）（日語）